# Johanna van Albret
Johanna van Albret, Frans: Jeanne d'Albret (Saint-Germain-en-Laye, 7 januari 1528 – Parijs, 9 juni 1572) was van 1555 tot aan haar dood als Johanna III de laatste koningin van het autonome koninkrijk Navarra. Zij maakte van haar koninkrijk een calvinistische staat. Haar huwelijk met Anton van Bourbon, een Franse prins van den bloede, zou later de aanspraken rechtvaardigen van haar zoon Hendrik van Bourbon op de Franse troon, toen deze in 1589 vacant kwam na de moord op Hendrik III.

## Levensloop
Johanna was de dochter van Hendrik II van Albret, koning van Navarra, en van Margaretha van Angoulême, zus van de Franse koning Frans I. Al werden de charmes en de talenten van haar moeder Margaretha door velen geroemd en bewonderd, Johanna riep bij haar tijdgenoten niet dezelfde lyrische gevoelens op. Iemand zou ooit beweerd hebben dat zij "niets vrouwelijks bezat tenzij haar geslacht".

### Pion in een huwelijkspolitiek

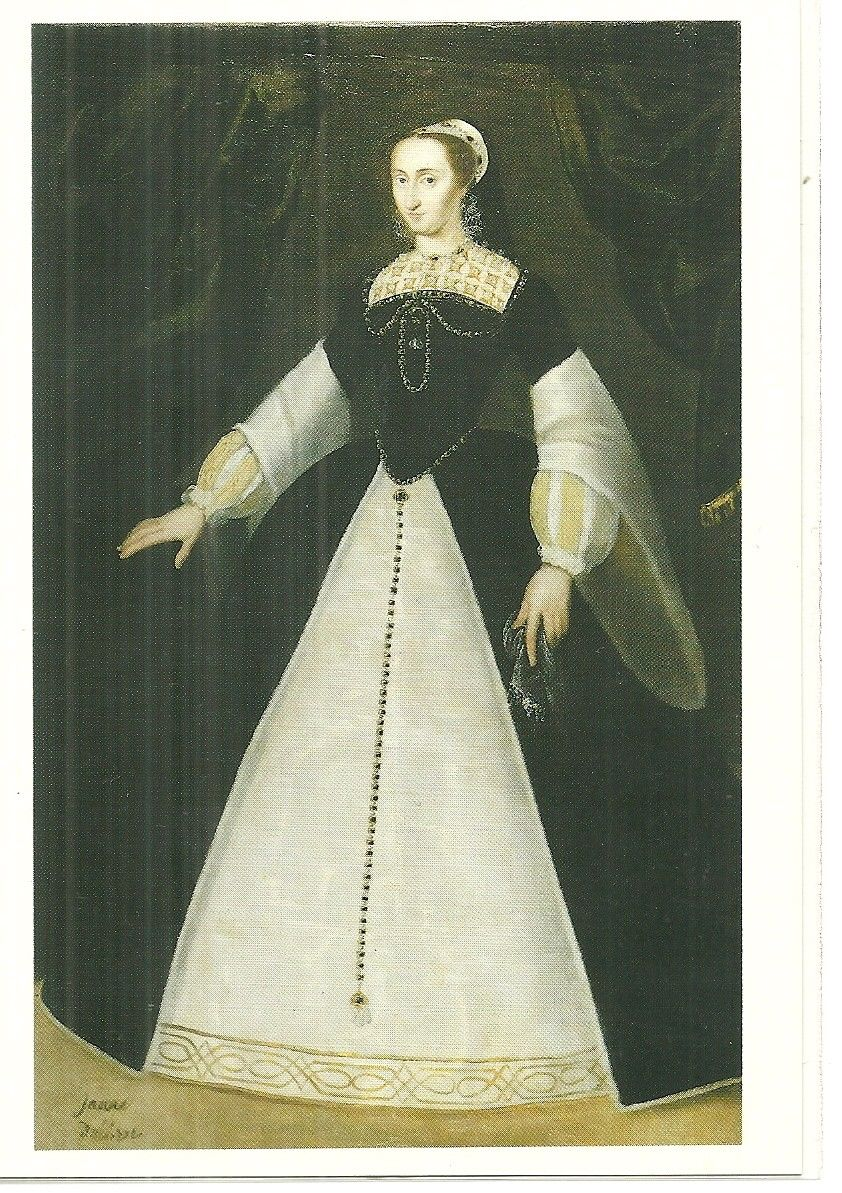
Johanna van Albret

Ferdinand II van Aragon had in 1512 wel het zuiden van Navarra bij zijn rijk ingelijfd, waarna dit gebied in de Spaanse Staat zou opgaan, maar het gebied ten noorden van de Pyreneeën (het huidige Neder-Navarra, in het departement Pyrénées-Atlantiques) had hij niet kunnen ontnemen aan het Huis Albret. Het Huis Albret was een dynastie van kleine landheren die aanvankelijk, door de steun van de Franse koningen en het sluiten van voordelige huwelijken, zich van geheel Navarra hadden meester gemaakt en de koningstitel erfden (einde van de 15e eeuw). De politiek van Hendrik II was erop gericht het Spaanse deel van Navarra weer in handen te krijgen. Daarom had hij zijn schoonbroer vergezeld tijdens de Italiaanse Oorlogen. Maar Frans I verzegelde in verdragen met keizer Karel V, koning van Spanje, de heerschappij van Spanje over het zuiden van Navarra.
Johanna's vader probeerde daarop om via een huwelijk van zijn dochter zijn doel te bereiken. Hij stuurde in het geheim gezanten naar keizer Karel V om een huwelijk tussen diens zoon Filips en Johanna te regelen. Haar oom Frans I kreeg lucht van deze plannen en liet Johanna wegvoeren uit het kasteel van Alençon naar het kasteel van Plessis-lès-Tours. Hij wilde haar uithuwelijken aan hertog Willem V van Kleef, maar dat wees zij categorisch van de hand. Haar vader en de Staten van Béarn protesteerden tegen het huwelijk. Haar moeder plooide naar de wensen van haar broer en liet haar dochter geselen. Het huwelijk kon zo toch doorgaan en werd gevierd in Châtellerault op 14 juni 1541. In 1543 koos de hertig van Kleef echter de kant van de keizer tegen de Franse koning. Frans I liet daarop het huwelijk van zijn nicht ontbinden. Hierop hoopte haar vader om Johanna alsnog te kunnen uithuwelijken aan Filips, maar Frans I had andere plannen. Hij hield zijn nicht in Plessis-lès-Tours. Op 20 oktober 1548 huwde ze te Moulins met Anton van Bourbon (1518-1562), hertog van Vendôme en een verre nazaat van koning Lodewijk de Heilige.
Ze vergezelde haar echtgenoot naar Picardië, waar hij was aangesteld als gouverneur. Op het kasteel van Coucy beviel ze van een eerste kind, een zoon die jong stierf. Zij vergezelde haar echtgenoot naar Picardië op veldtocht tegen keizer Karel V toen zij zwanger was van haar tweede kind. Om te bevallen keerde zij, hoogzwanger, terug naar haar kasteel te Pau; dat was een tocht van negentien dagen in een reiskoets, over slechte wegen. Op 3 december 1553 bereikte zij Pau, waar de toekomstige Hendrik IV op 13 december werd geboren.

### Koningin van Navarra
Omdat de Salische Wet in haar land niet van toepassing was, werd Johanna van Albret in 1555, na de dood van haar vader, koningin van Navarra. Zowel zij als haar echtgenoot waren gewonnen voor de protestantse zaak. Johanna's moeder liet zich reeds omringen door kerkelijke hervormers, als bleef zij in naam nog trouw aan de Katholieke Kerk. Johanna verleende in haar koninkrijk asiel aan predikanten. Op 25 december 1560 zwoer ze publiekelijk het katholieke geloof af. Ze begon voortaan actief de hervorming in haar koninkrijk te steunen. Haar echtgenoot echter koos opnieuw het kamp van de katholieken. Hij begon zelfs onderhandelingen met de Spaanse koning, waarbij hij zich bereid verklaarde zijn protestantse vrouw te laten opsluiten. Johanna was in Parijs toen ze dit vernam. Ze vluchtte naar Pau maar moest hierbij haar zoon Hendrik aan het Franse hof achterlaten, die vervolgens katholiek werd opgevoed. Johanna werd weduwe in 1562 toen Anton sneuvelde tijdens de belegering van Rouen.

#### Hervorming
Na de dood van haar echtgenoot schakelde Johanna een versnelling hoger met de hervorming in haar koninkrijk. Ze vroeg aan Calvijn om predikanten naar Navarra te sturen. Het werd katholieken verboden om nog processies te houden en kerken werden vernield. De Staten van Béarn vroegen tevergeefs om godsdienstvrijheid. Paus Pius IV dreigde met excommunicatie. Na nieuwe protesten van de Staten van Béarn moest Johanna tijdelijk inbinden. Op 2 februari 1564 verleende ze een beperkte godsdienstvrijheid. Katholieken mochten hun eredienst blijven uitoefenen, maar kerken die al waren overgedragen aan de protestanten werden niet teruggegeven. Door de oprichting van een protestantse academie in Orthez zorgde Johanna voor een opleiding van predikanten. In 1566 voelde Johanna zich sterk genoeg om de godsdienstvrijheid op te zeggen. Politiek kreeg Johanna nu steun van de Staten van Béarn. Door zorgvuldige benoemingen was deze nu op de hand van de hervormers. Katholieke priesters mochten niet meer preken en elke katholieke samenkomst in het openbaar werd verboden. Deze maatregelen zorgden voor een storm van protest en een opstand dreigde.

#### Godsdienstoorlog
Johanna bracht zich met haar zoon Hendrik in veiligheid naar La Rochelle, een protestants bolwerk in Frankrijk. Ze benoemde baron Bernard d'Arros als gouverneur-generaal van Béarn. Koning Karel IX zag hierin een teken van opstand en gelastte Antoine de Lomagne, baron van Terride om Béarn te onderwerpen. Beide kampen gaven zich over aan plunderingen. D'Arros werd in de steek gelaten door de meeste edelen van Béarn en moest zich terugtrekken in Navarrenx. Het koninklijke leger bezette Béarn en de katholieke eredienst werd hersteld. Op 24 mei 1569 begon Terride de belegering van Navarrenx. Johanna gelastte de protestantse legeraanvoerder Gabriel I de Montgommery om Navarrenx te ontzetten. In de zomer van 1569 trok het leger van Montgommery een spoor van vernieling door Béarn. Terride brak de belegering op toen het protestantse leger naderde en trok zich terug in Orthez. Op 15 augustus gaf Terride zich over. Montgommery heroverde met geweld gans Béarn en herstelde de protestantse eredienst. Alle katholieke priesters werden verbannen en elke uitoefening van de katholieke eredienst werd verboden.
Door de Vrede van Saint-Germain-en-Laye (1570) kwam tijdelijk een einde aan de godsdienstoorlog in Frankrijk. De hervorming in Béarn en Neder-Navarra was voorlopig veiliggesteld. Om dit te bezegelen vaardigde Johanna op 26 november 1571 kerkelijke ordonnanties uit die haar eerdere hervormingen bevestigden en de protestantse godsdienst verplicht stelden.

### Overlijden
Om de toekomst van haar land en haar dynastie te verzekeren, zag zij zich genoodzaakt onderhandelingen te beginnen over een mogelijk huwelijk van haar zoon Hendrik met Margaretha van Valois. Zij was een zuster van koning Karel IX en een dochter van Hendrik II en Catharina de' Medici.
Eind november 1571 nam zij afscheid van haar zoon, die zij achterliet als luitenant-generaal van Béarn, en vertrok naar Parijs. De onderhandelingen met de koningin-moeder Catharina de' Medici, die zij misprijzend een "marchande Florentine" (Florentijnse marktverkoopster) noemde, verliepen uiterst moeizaam. Op 11 april kwam het tot een akkoord. Maar begin juni werd Johanna van Albret plotseling ziek en moest het bed houden. Zij overleed te Parijs op 9 juni 1572, 44 jaar oud. Dit was twee maanden voor het huwelijk van haar zoon, en de beruchte Bartholomeusnacht. Onmiddellijk deed het gerucht de ronde dat zij was vergiftigd, maar een lijkschouwing wees uit dat zij mogelijk aan de gevolgen van een longabces was overleden.
Haar zoon Hendrik volgde haar op als Hendrik III van Navarra. Nadat hij als Hendrik IV ook de Franse troon had bestegen, trok hij Navarra in 1589 bij de Franse kroon. Tot 1791 heetten de Franse koningen officieel koning van Frankrijk en Navarra.

## Nageslacht
Johanna van Albret kreeg samen met Anton van Bourbon vijf kinderen:
- Hendrik (1551-1553), hertog van Beaumont
- Hendrik (1553-1610), koning van Navarra en Frankrijk
- Lodewijk (1555-1557), graaf van Male
- Madeleine (1556)
- Catharina (1559-1604), gehuwd met Hendrik II van Lotharingen

## Kwartierstaat
| Alain van Albret (ca. 1440-1522) | Alain van Albret (ca. 1440-1522) | Alain van Albret (ca. 1440-1522) | Alain van Albret (ca. 1440-1522) | Alain van Albret (ca. 1440-1522)  | Alain van Albret (ca. 1440-1522)  | Françoise van Châtillon-Limoges (1452-1481) | Françoise van Châtillon-Limoges (1452-1481) | Françoise van Châtillon-Limoges (1452-1481) | Françoise van Châtillon-Limoges (1452-1481) | Françoise van Châtillon-Limoges (1452-1481) | Françoise van Châtillon-Limoges (1452-1481) |                                    |                                    | Gaston V van Foix (ca. 1444-1470)  | Gaston V van Foix (ca. 1444-1470)  | Gaston V van Foix (ca. 1444-1470) | Gaston V van Foix (ca. 1444-1470) | Gaston V van Foix (ca. 1444-1470) | Gaston V van Foix (ca. 1444-1470) | Magdalena van Valois (1443-1495)  | Magdalena van Valois (1443-1495)  | Magdalena van Valois (1443-1495) | Magdalena van Valois (1443-1495) | Magdalena van Valois (1443-1495) | Magdalena van Valois (1443-1495) |  |  | Jan van Angoulême (1399-1467) | Jan van Angoulême (1399-1467) | Jan van Angoulême (1399-1467) | Jan van Angoulême (1399-1467) | Jan van Angoulême (1399-1467)   | Jan van Angoulême (1399-1467)   | Margaretha van Rohan (overleden in 1496) | Margaretha van Rohan (overleden in 1496) | Margaretha van Rohan (overleden in 1496) | Margaretha van Rohan (overleden in 1496) | Margaretha van Rohan (overleden in 1496) | Margaretha van Rohan (overleden in 1496) |                                   |                                   | Filips II van Savoye (1438-1497)  | Filips II van Savoye (1438-1497)  | Filips II van Savoye (1438-1497) | Filips II van Savoye (1438-1497) | Filips II van Savoye (1438-1497) | Filips II van Savoye (1438-1497) | Margaretha van Bourbon (1438-1483) | Margaretha van Bourbon (1438-1483) | Margaretha van Bourbon (1438-1483) | Margaretha van Bourbon (1438-1483) | Margaretha van Bourbon (1438-1483) | Margaretha van Bourbon (1438-1483) |  |  |  |  |  |  |  |  |  |  |  |  |  |  |  |  |  |  |  |  |  |  |  |  |  |  |  |  |  |  |  |  |  |  |  |  |  |  |  |  |  |  |  |  |  |  |  |  |
| Alain van Albret (ca. 1440-1522) | Alain van Albret (ca. 1440-1522) | Alain van Albret (ca. 1440-1522) | Alain van Albret (ca. 1440-1522) | Alain van Albret (ca. 1440-1522)  | Alain van Albret (ca. 1440-1522)  | Françoise van Châtillon-Limoges (1452-1481) | Françoise van Châtillon-Limoges (1452-1481) | Françoise van Châtillon-Limoges (1452-1481) | Françoise van Châtillon-Limoges (1452-1481) | Françoise van Châtillon-Limoges (1452-1481) | Françoise van Châtillon-Limoges (1452-1481) |                                    |                                    | Gaston V van Foix (ca. 1444-1470)  | Gaston V van Foix (ca. 1444-1470)  | Gaston V van Foix (ca. 1444-1470) | Gaston V van Foix (ca. 1444-1470) | Gaston V van Foix (ca. 1444-1470) | Gaston V van Foix (ca. 1444-1470) | Magdalena van Valois (1443-1495)  | Magdalena van Valois (1443-1495)  | Magdalena van Valois (1443-1495) | Magdalena van Valois (1443-1495) | Magdalena van Valois (1443-1495) | Magdalena van Valois (1443-1495) |  |  | Jan van Angoulême (1399-1467) | Jan van Angoulême (1399-1467) | Jan van Angoulême (1399-1467) | Jan van Angoulême (1399-1467) | Jan van Angoulême (1399-1467)   | Jan van Angoulême (1399-1467)   | Margaretha van Rohan (overleden in 1496) | Margaretha van Rohan (overleden in 1496) | Margaretha van Rohan (overleden in 1496) | Margaretha van Rohan (overleden in 1496) | Margaretha van Rohan (overleden in 1496) | Margaretha van Rohan (overleden in 1496) |                                   |                                   | Filips II van Savoye (1438-1497)  | Filips II van Savoye (1438-1497)  | Filips II van Savoye (1438-1497) | Filips II van Savoye (1438-1497) | Filips II van Savoye (1438-1497) | Filips II van Savoye (1438-1497) | Margaretha van Bourbon (1438-1483) | Margaretha van Bourbon (1438-1483) | Margaretha van Bourbon (1438-1483) | Margaretha van Bourbon (1438-1483) | Margaretha van Bourbon (1438-1483) | Margaretha van Bourbon (1438-1483) |  |  |  |  |  |  |  |  |  |  |  |  |  |  |  |  |  |  |  |  |  |  |  |  |  |  |  |  |  |  |  |  |  |  |  |  |  |  |  |  |  |  |  |  |  |  |  |  |
|                                  |                                  |                                  |                                  |                                   |                                   |                                             |                                             |                                             |                                             |                                             |                                             |                                    |                                    |                                    |                                    |                                   |                                   |                                   |                                   |                                   |                                   |                                  |                                  |                                  |                                  |  |  |                               |                               |                               |                               |                                 |                                 |                                          |                                          |                                          |                                          |                                          |                                          |                                   |                                   |                                   |                                   |                                  |                                  |                                  |                                  |                                    |                                    |                                    |                                    |                                    |                                    |  |  |  |  |  |  |  |  |  |  |  |  |  |  |  |  |  |  |  |  |  |  |  |  |  |  |  |  |  |  |  |  |  |  |  |  |  |  |  |  |  |  |  |  |  |  |  |  |
|                                  |                                  |                                  |                                  | Johan III van Navarra (1469-1516) | Johan III van Navarra (1469-1516) | Johan III van Navarra (1469-1516)           | Johan III van Navarra (1469-1516)           | Johan III van Navarra (1469-1516)           | Johan III van Navarra (1469-1516)           |                                             |                                             |                                    |                                    |                                    |                                    | Catharina van Navarra (1468-1517) | Catharina van Navarra (1468-1517) | Catharina van Navarra (1468-1517) | Catharina van Navarra (1468-1517) | Catharina van Navarra (1468-1517) | Catharina van Navarra (1468-1517) |                                  |                                  |                                  |                                  |  |  |                               |                               |                               |                               | Karel van Angoulême (1459-1496) | Karel van Angoulême (1459-1496) | Karel van Angoulême (1459-1496)          | Karel van Angoulême (1459-1496)          | Karel van Angoulême (1459-1496)          | Karel van Angoulême (1459-1496)          |                                          |                                          |                                   |                                   |                                   |                                   | Louise van Savoye (1476-1531)    | Louise van Savoye (1476-1531)    | Louise van Savoye (1476-1531)    | Louise van Savoye (1476-1531)    | Louise van Savoye (1476-1531)      | Louise van Savoye (1476-1531)      |                                    |                                    |                                    |                                    |  |  |  |  |  |  |  |  |  |  |  |  |  |  |  |  |  |  |  |  |  |  |  |  |  |  |  |  |  |  |  |  |  |  |  |  |  |  |  |  |  |  |  |  |  |  |  |  |
|                                  |                                  |                                  |                                  | Johan III van Navarra (1469-1516) | Johan III van Navarra (1469-1516) | Johan III van Navarra (1469-1516)           | Johan III van Navarra (1469-1516)           | Johan III van Navarra (1469-1516)           | Johan III van Navarra (1469-1516)           |                                             |                                             |                                    |                                    |                                    |                                    | Catharina van Navarra (1468-1517) | Catharina van Navarra (1468-1517) | Catharina van Navarra (1468-1517) | Catharina van Navarra (1468-1517) | Catharina van Navarra (1468-1517) | Catharina van Navarra (1468-1517) |                                  |                                  |                                  |                                  |  |  |                               |                               |                               |                               | Karel van Angoulême (1459-1496) | Karel van Angoulême (1459-1496) | Karel van Angoulême (1459-1496)          | Karel van Angoulême (1459-1496)          | Karel van Angoulême (1459-1496)          | Karel van Angoulême (1459-1496)          |                                          |                                          |                                   |                                   |                                   |                                   | Louise van Savoye (1476-1531)    | Louise van Savoye (1476-1531)    | Louise van Savoye (1476-1531)    | Louise van Savoye (1476-1531)    | Louise van Savoye (1476-1531)      | Louise van Savoye (1476-1531)      |                                    |                                    |                                    |                                    |  |  |  |  |  |  |  |  |  |  |  |  |  |  |  |  |  |  |  |  |  |  |  |  |  |  |  |  |  |  |  |  |  |  |  |  |  |  |  |  |  |  |  |  |  |  |  |  |
|                                  |                                  |                                  |                                  |                                   |                                   |                                             |                                             |                                             |                                             | Hendrik II van Navarra (1503-1555)          | Hendrik II van Navarra (1503-1555)          | Hendrik II van Navarra (1503-1555) | Hendrik II van Navarra (1503-1555) | Hendrik II van Navarra (1503-1555) | Hendrik II van Navarra (1503-1555) |                                   |                                   |                                   |                                   |                                   |                                   |                                  |                                  |                                  |                                  |  |  |                               |                               |                               |                               |                                 |                                 |                                          |                                          |                                          |                                          | Margaretha van Valois (1492-1549)        | Margaretha van Valois (1492-1549)        | Margaretha van Valois (1492-1549) | Margaretha van Valois (1492-1549) | Margaretha van Valois (1492-1549) | Margaretha van Valois (1492-1549) |                                  |                                  |                                  |                                  |                                    |                                    |                                    |                                    |                                    |                                    |  |  |  |  |  |  |  |  |  |  |  |  |  |  |  |  |  |  |  |  |  |  |  |  |  |  |  |  |  |  |  |  |  |  |  |  |  |  |  |  |  |  |  |  |  |  |  |  |
|                                  |                                  |                                  |                                  |                                   |                                   |                                             |                                             |                                             |                                             | Hendrik II van Navarra (1503-1555)          | Hendrik II van Navarra (1503-1555)          | Hendrik II van Navarra (1503-1555) | Hendrik II van Navarra (1503-1555) | Hendrik II van Navarra (1503-1555) | Hendrik II van Navarra (1503-1555) |                                   |                                   |                                   |                                   |                                   |                                   |                                  |                                  |                                  |                                  |  |  |                               |                               |                               |                               |                                 |                                 |                                          |                                          |                                          |                                          | Margaretha van Valois (1492-1549)        | Margaretha van Valois (1492-1549)        | Margaretha van Valois (1492-1549) | Margaretha van Valois (1492-1549) | Margaretha van Valois (1492-1549) | Margaretha van Valois (1492-1549) |                                  |                                  |                                  |                                  |                                    |                                    |                                    |                                    |                                    |                                    |  |  |  |  |  |  |  |  |  |  |  |  |  |  |  |  |  |  |  |  |  |  |  |  |  |  |  |  |  |  |  |  |  |  |  |  |  |  |  |  |  |  |  |  |  |  |  |  |
|                                  |                                  |                                  |                                  |                                   |                                   |                                             |                                             |                                             |                                             |                                             |                                             |                                    |                                    |                                    |                                    |                                   |                                   |                                   |                                   |                                   |                                   |                                  |                                  |                                  |                                  |  |  |                               |                               |                               |                               |                                 |                                 |                                          |                                          |                                          |                                          |                                          |                                          |                                   |                                   |                                   |                                   |                                  |                                  |                                  |                                  |                                    |                                    |                                    |                                    |                                    |                                    |  |  |  |  |  |  |  |  |  |  |  |  |  |  |  |  |  |  |  |  |  |  |  |  |  |  |  |  |  |  |  |  |  |  |  |  |  |  |  |  |  |  |  |  |  |  |  |  |
|                                  |                                  |                                  |                                  |                                   |                                   |                                             |                                             |                                             |                                             |                                             |                                             |                                    |                                    |                                    |                                    |                                   |                                   |                                   |                                   |                                   |                                   |                                  |                                  |                                  |                                  |  |  |                               |                               |                               |                               |                                 |                                 |                                          |                                          |                                          |                                          |                                          |                                          |                                   |                                   |                                   |                                   |                                  |                                  |                                  |                                  |                                    |                                    |                                    |                                    |                                    |                                    |  |  |  |  |  |  |  |  |  |  |  |  |  |  |  |  |  |  |  |  |  |  |  |  |  |  |  |  |  |  |  |  |  |  |  |  |  |  |  |  |  |  |  |  |  |  |  |  |
|                                  |                                  |                                  |                                  |                                   |                                   |                                             |                                             |                                             |                                             |                                             |                                             |                                    |                                    |                                    |                                    |                                   |                                   | Johanna van Albret (1528-1572)    | Johanna van Albret (1528-1572)    | Johanna van Albret (1528-1572)    | Johanna van Albret (1528-1572)    | Johanna van Albret (1528-1572)   | Johanna van Albret (1528-1572)   |                                  |                                  |  |  |                               |                               | Jan van Albret (1530-1530)    | Jan van Albret (1530-1530)    | Jan van Albret (1530-1530)      | Jan van Albret (1530-1530)      | Jan van Albret (1530-1530)               | Jan van Albret (1530-1530)               |                                          |                                          |                                          |                                          |                                   |                                   |                                   |                                   |                                  |                                  |                                  |                                  |                                    |                                    |                                    |                                    |                                    |                                    |  |  |  |  |  |  |  |  |  |  |  |  |  |  |  |  |  |  |  |  |  |  |  |  |  |  |  |  |  |  |  |  |  |  |  |  |  |  |  |  |  |  |  |  |  |  |  |  |

- Bibsys: 6049900
- Biblioteca Nacional de España: XX1422081
- Bibliothèque nationale de France: cb124246276 (data)
- Gemeinsame Normdatei: 102292906
- International Standard Name Identifier: 0000 0001 0654 9684
- Library of Congress Control Number: n85010894
- Bibliotheek van het Japanse parlement: 00620882
- Nationale Bibliotheek van Tsjechië: jo20211123229
- Nationale Bibliotheek van Israël: 987007263210105171
- Nationale Bibliotheek van Polen: a0000001187864
- Nederlandse Thesaurus van Auteursnamen: 070562911
- Istituto Centrale per il Catalogo Unico: PUVV170320
- LIBRIS: 208779
- SNAC: w6rb8j8b
- Système universitaire de documentation: 073261955
- Virtual International Authority File: 73943088
- WorldCat: E39PBJpYDcgPgfThCp6gFR4Dv3